# Vittjärv
Vittjärv – miejscowość (tätort) w Szwecji, w regionie administracyjnym (län) Norrbotten, w gminie Boden.
Według danych Szwedzkiego Urzędu Statystycznego liczba ludności wyniosła: 498 (31 grudnia 2015), 532 (31 grudnia 2018) i 531 (31 grudnia 2019).